# Hypaeus frontosus
Hypaeus frontosus là một loài nhện trong họ Salticidae.
Loài này thuộc chi Hypaeus. Hypaeus frontosus được Eugène Simon miêu tả năm 1900.